# Anna Karénine, l'histoire de Vronski
Pour les articles homonymes, voir Anna Karénine (homonymie).
Pour plus de détails, voir Fiche technique et Distribution.
Anna Karénine, l'histoire de Vronski (Анна Каренина. История Вронского, Anna Karenina. Istoriya Vronskovo) est un drame historique russe réalisé par Karen Chakhnazarov et sorti en 2017. Il s'agit d'une adaptation du roman Anna Karénine de Léon Tolstoï et de l'essai Durant la Guerre japonaise ainsi que des Contes de la guerre japonaise de Vikenti Veressaïev.
Une version longue de plus de six heures, divisée en huit épisodes, a d'abord été diffusée sur Rossiya 1 du 17 au 21 avril 2017. La version cinéma de 98 minutes est sortie le 8 juin 2017 dans les salles russes, remportant 16 871 652 roubles de recettes pour 70 649 spectateurs.

## Synopsis
L'action du film est partagée entre deux temporalités qui se font écho : l'une se déroule entre 1872 et 1875 dans l'Empire russe, l'autre pendant la guerre russo-japonaise en 1904.
L'histoire commence trente ans après la mort d'Anna Karénine, sur le théâtre du la guerre russo-japonaise en Mandchourie. L'armée impériale russe se retire en embarquant dans un train. Dans la confusion, le médecin-chef et le gardien de l'hôpital militaire disparaissent. Serge Karénine doit prendre en charge le sort des blessés. Dans un village chinois à moitié abandonné, où un hôpital de campagne a été érigé, Karénine opère un colonel blessé, du nom d'Alexis Kirillovitch Vronski.
La nuit, Sergueï revient voir Vronski et lui demande pourquoi sa mère, Anna Karénine, s'est jetée sous un train trente ans plus tôt...

## Fiche technique
Sauf indication contraire, les informations mentionnées dans cette section peuvent être confirmées par la base de données cinématographiques IMDb,  présente dans la section « Liens externes ».
- Titre original : Анна Каренина. История Вронского (en russe : Anna Karenina. Istoriya Vronskovo)
- Titre français : Anna Karénine, l'histoire de Vronski[3],[4]
- Réalisation : Karen Chakhnazarov
- Scénario : Alexis Bouzine, Karen Chakhnazarov d'après les œuvres de Léon Tolstoï et Vikenti Veressaïev
- Photographie : Alexandre Kouznetsov
- Montage : Irina Kojemiakina
- Décors :Sergueï Fevraliov
- Musique : Youri Poteïenko
- Producteurs : Anton Zlatopolski (ru), Galina Chadour, Karen Chakhnazarov
- Sociétés de production : Mosfilm, VGTRK, Studio Kurier
- Format : couleur
- Pays de production :  Russie
- Langue de tournage : russe
- Genre : drame historique
- Durée : 
  - Sortie en salles : 98 minutes (1h38)
  - En DVD zone 2 : 138 minutes (2h18)[5]
  - Version télévisée en huit épisodes : 362 minutes (6h02 ; 7x45 + 1x47 minutes)
- Dates de sortie : 
  - Russie : 17 avril 2017 (télévision) ; 8 juin 2017 (au cinéma)

## Distribution

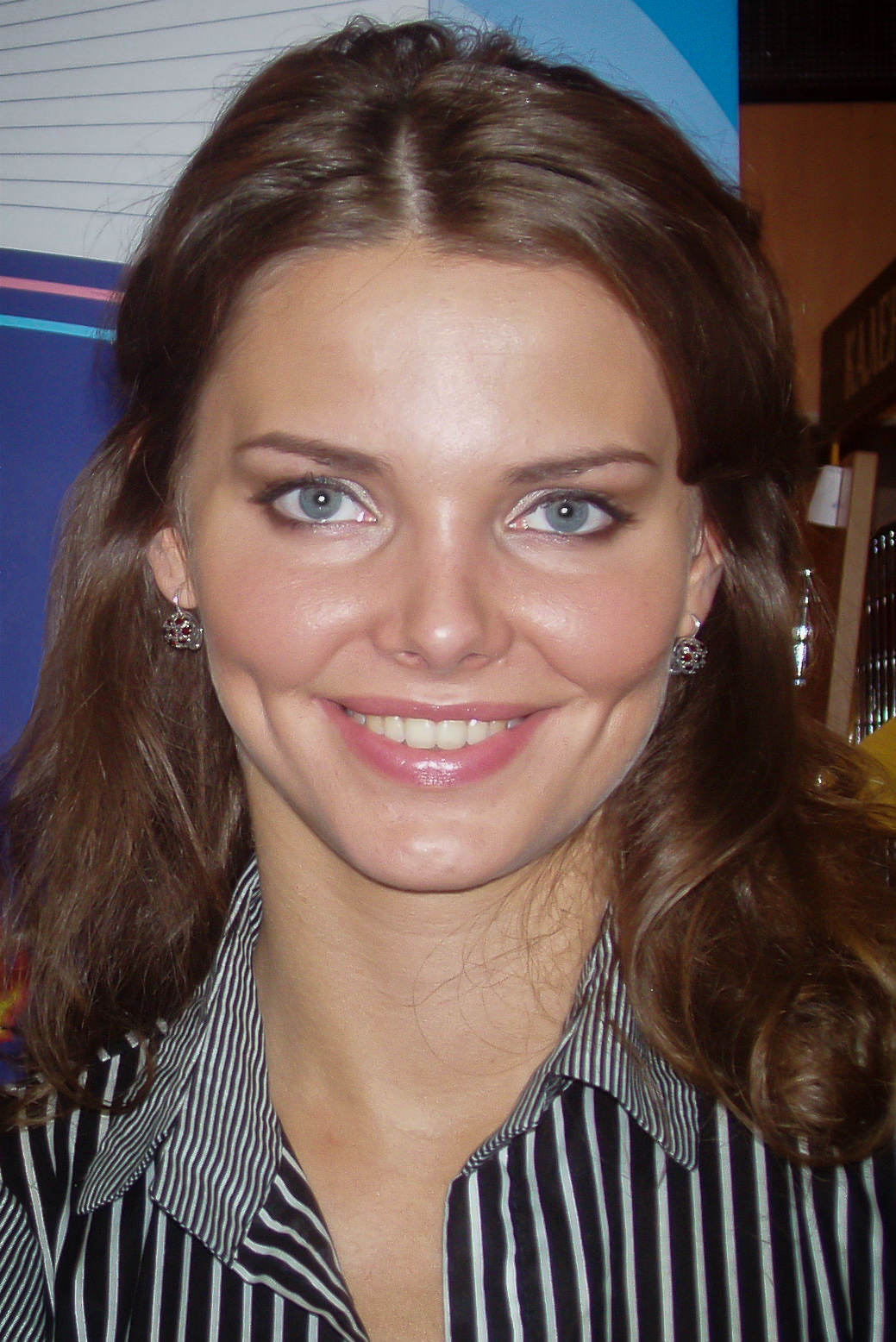
Anna Karénine est interprétée par Elizaveta Boïarskaïa (ici en 2008).

- Elizaveta Boïarskaïa : Anna Karénine
- Maxime Matveïev : Alexis Kirillovitch Vronski
- Vitali Kichtchenko : Alexis Alexandrovitch Karénine, le mari d'Anna
- Kirill Grebenchtchikov (ru) : Serge Karénine, fils d'Anna et d'Alexis, médecin militaire, chef de l'hôpital
- Vladimir Iljin : le général aux cheveux gris
- Ivan Kolesnikov (ru) : Stépane Arkadiévitch Oblonski, le frère d'Anna
- Tatiana Lioutaïeva (ru) : Comtesse Vronska, la mère d'Alexis
- Victoria Issakova : Daria Alexandrovna Oblonska dite « Dolly », la femme d'Oblonski
- Anastasia Makeïeva (ru) : Betsy Tverskoïa, cousine de Vronski
- Ivan Verkhovykh (ru) : le médecin de la famille Karénine
- Alexeï Vertkov (ru) : Capitaine Maximov, un soldat russe blessé
- Dmitri Miller (ru) : Alexandre Vronski, le frère d'Alexis

## Production
Les préparatifs du tournage ont débuté en janvier 2015, tandis que l'écriture du scénario s'effectuait depuis 2013.
Le tournage a commencé début 2016 dans les studios Mosfilm à Moscou, à Saint-Pétersbourg et à Bogoroditsk. Les extérieurs ont notamment été tournés en Crimée, où un village chinois a été construit puis incendié. Le tournage s'est terminé en juillet 2016.